# Verdwijning van Marjo Winkens
De verdwijning van Marjo Winkens betreft een nooit opgeloste vermissingszaak. Marjo Winkens uit Schimmert (geboren op 28 februari 1958) wordt vermist sinds 2 september 1975 en is vermoedelijk het slachtoffer geworden van een misdrijf.

## Verdwijning
Winkens verdween in de nacht van 1 op 2 september 1975 na een bezoek aan de Sint Rosa-kermis in Sittard. Deze bezocht zij samen met haar beste vriendin Margriet, die zelf in Sittard woonde. Omdat zij de laatste bus naar huis had gemist, leende Marjo een oude bromfiets van het merk Peugeot van de moeder van haar vriendin. Tevens kreeg zij een donkergroen legerjack en een oranje valhelm mee.
De volgende dag werd de geleende bromfiets op korte afstand van haar ouderlijke woning teruggevonden, in de berm van de weg tussen de dorpen Spaubeek en Schimmert. Ook vond men circa 100 meter van de bromfiets verwijderd haar huissleutel op het wegdek.
70 kilometer noordelijker, tussen Reuver en Swalmen, vonden voorbijgangers langs de weg haar toilettas en kledingstukken (legerjack, bromfietshelm en een stukgesneden schoen). Het vermoeden bestaat dat de gevonden spullen uit een rijdende auto zijn gegooid. De politie vermoedt dat Winkens die bewuste nacht is klemgereden door een automobilist, omdat er gebogen remsporen op de weg gevonden werden. Mogelijk heeft deze persoon haar vermoord en het lijk in zijn auto meegenomen, of haar in de auto meegenomen en later vermoord.
Opmerkelijk is dat Winkens in haar outfit (legerjack en valhelm) en het duister niet meer als meisje herkenbaar was, maar eerder een jongen leek. Er werd daarom geopperd dat dader(s) een bekende van haar zou(den) kunnen zijn geweest, of haar achtervolgde(n) vanuit Sittard. De bromfiets was daarnaast in een niet al te beste staat en reed niet meer goed, wat ondersteuning zou kunnen bieden voor het scenario dat ze motorpech had en onderweg werd aangesproken door de automobilist.

## Onderzoeken
Door de jaren heen zijn er door politie verschillende onderzoeken en zelfs gerichte zoekacties geweest in de hoop het lichaam van Marjo te vinden en te achterhalen wat er met haar is gebeurd. Alle onderzoeken bleven zonder resultaat.

### Onderzoek bij de Streekweg
Al vele jaren ging het gerucht dat haar lichaam zou zijn begraven onder de Streekweg (N567), een nieuwe provinciale weg tussen Venlo en Beesel, die de bewuste nacht nog open lag en de volgende dag werd geasfalteerd. Bij het TROS-programma Vermist meldde zich een vrouw die zei dat zij de bewuste nacht (met haar moeder) over de nabijgelegen N271 reed, toen ze twee mannen een verdacht pakketje in een kuil bij de weg zag gooien. Ze had dit destijds wel tegen een familielid die bij de politie werkte verteld, maar ze heeft nooit aangifte gedaan.
Tijdens de aanleg van de autosnelweg A73-zuid over het tracé van de Streekweg heeft de politie de wegenbouwers gevraagd alert te zijn op stoffelijke resten. In oktober 2005 werd het bewuste wegdeel opengebroken, maar er werd niets aangetroffen.

### Vuilstortplaats Spaubeek
Ook een voormalige vuilstortplaats bij Spaubeek wordt genoemd als mogelijke begraafplaats. In het Spaubeekse bos aldaar werd in december 2005 zonder resultaat naar haar stoffelijk overschot gezocht.

### Lijk in Maarn
In 2006 werd een nieuw spoor onderzocht: in 1976 werd in Maarn een begraven lichaam gevonden dat na gebitsonderzoek niet als van Monique Jacobse, een andere in 1975 verdwenen vrouw, werd beschouwd, maar in 1987 toch als het overschot van Jacobse werd geïdentificeerd. In 2006 bleek echter dat Jacobse nog leefde en in Duitsland woonachtig was. DNA-onderzoek toonde op 7 december 2006 echter aan dat het lichaam niet van Winkens was.

### Bosperceel in Beesel
Op maandag 1 april 2019 werd er door politie en Justitie een grote zoekactie gestart bij een bosperceel aan de rand van het dorp Beesel. Aanleiding was een 'interessante tip' over de inmiddels coldcasezaak, die voldoende aanleiding vormde voor een dagenlange zoekactie.
Door forensische experts werd bodemanalyse verricht, daarnaast werden er speurhonden, medewerkers van het Nederlands Forensisch Instituut en het Landelijke Team Bijzondere Zoekingen met graafmachines ingezet om het hele perceel aan de Kerstenbergweg te onderzoeken. Hoewel de politie aan het einde van een week onderzoek en graven moest melden dat het lichaam van Marjo Winkens niet was aangetroffen, kwamen er wel 25 nieuwe tips binnen bij het onderzoeksteam.

### Ulestraten
In 2022 werd ook gezocht met graafmachines en speurhonden in een bos bij het Limburgse dorp Ulestraten. Het leverde geen resultaat op.

### Nieuw aankopingspunt
In 2022 dacht een oud-rechercheur een nieuwe aanwijzingen gevonden te hebben over de vindplaats van het lichaam van Marjo. Op basis van informatie van een informatie zou het lichaam in Den Haag liggen.

## Boek
Over de zaak is in 2006 een boek verschenen: Dertig jaar Marjo - het mysterie rond de zaak Marjo Winkens, 1975-2006, van Rob Hendriks.